# Picus awokera
Il picchio del Giappone (Picus awokera Temminck, 1836) è un uccello piciforme della famiglia dei Picidi.

## Descrizione

### Dimensioni
Misura 29-30 cm di lunghezza per 120-138 g di peso.

### Aspetto
Nel maschio adulto, la base della fronte, le redini e la zona sotto all'occhio sono nerastre. La zona che va dalla metà della fronte fino alla nuca è rossa, ma con un'infiltrazione variabile di grigio e di nero, soprattutto a livello della nuca. Il sopracciglio, le copritrici auricolari e i lati della nuca sono grigiastri, spesso con una sfumatura verdastra quando il piumaggio è fresco di muta. Il «mustacchio» è nero, ma presenta una cospicua macchia rossa nella parte centrale. Il mento è bianco. Il retro del collo è verde-grigiastro. La mantellina, le scapolari e il dorso hanno una colorazione che varia dal grigio-verde al verde oliva, con piume che presentano grandi terminazioni gialle sul codrione e sulla parte centrale delle sotto-caudali. Le sotto-caudali esterne sono di colore verde uniforme. Le copritrici alari e le terziarie sono verdi con terminazioni e bordi giallo-bronzei, le remiganti sono bruno-nerastre con ornamenti verdi e barre bianche sul bordo delle primarie e delle secondarie. La coda è marrone con deboli barre giallastre. La colorazione della gola è bianca, ma diviene bianco-grigiastra o camoscio-verdastra chiara sul petto e molto chiara sul ventre. La parte bassa del petto, il ventre e i fianchi presentano numerose macchie scure di grandi dimensioni. Le sotto-caudali camoscio sono barrate di scuro. Il sotto delle ali è biancastro con barre marroni. La parte inferiore della coda è come quella superiore, ma più chiara.
La femina adulta è simile al maschio, ma è più piccola ed ha il becco più corto. Il cappuccio non è rosso, bensì interamente grigio con macchie nere. Sulla nuca è presente tuttavia una piccola macchia rossa. La macchia rossa al centro del mustacchio è molto più discreta. I giovani hanno un piumaggio più scuro di quello degli adulti. Presentano parti superiori più grigiastre e macchie sulle parti inferiori più grossolane.
Gli adulti hanno il becco giallastro con culmen e punta nerastri. Le zampe e i piedi sono grigiastri con una sfumatura verde o bluastra. L'iride è rossa.

### Voce
Il picchio del Giappone è una specie particolarmente vocale poco prima e durante la stagione di nidificazione. Emette un potente piyo che si distingue da quello del picchio cenerino per il fatto di risuonare più come un colpo di frusta. Può anche emettere un ket ket del quale si ignora esattamente la funzione. Il picchio del Giappone produce un tamburellìo con rullate più rapide e più lunghe di quelle del picchio rosso maggiore giapponese (Dendrocopos major japonicus).

## Biologia
I picchi del Giappone vanno in cerca di cibo attraverso il piano intermedio degli alberi, tra i 2 e i 10 metri di altezza dal suolo. Esaminano attentamente tutti i tipi di rami, da quelli più grossi ai ramoscelli più sottili. Come per molte specie, i cambiamenti stagionali influiscono sulle sue modalità di ricerca. Da gennaio a maggio, i picchi del Giappone visitano soprattutto i livelli inferiori e bassi della vegetazione. Rispetto al picchio cenerino (Picus canus), sembra alimentarsi meno a terra (il 20% del suo tempo in inverno). La spigolatura e i colpi di becco energici sembrano essere le sue tecniche preferite, seguite dall'esplorazione approfondita e dalla suzione di linfa alla fine dell'inverno o all'inizio della primavera. I picchi del Giappone tornano ai loro luoghi di riposo al calar della notte. Se le condizioni meteorologiche non sono buone, vi fanno ritorno un po' prima. In altri casi, lo fanno poco dopo il tramonte.
I picchi del Giappone sono prevalentemente sedentari, ma durante gli inverni particolarmente rigidi scendono verso le pianure e i bassopiani.

### Alimentazione
I picchi del Giappone sono uccelli insettivori. La loro principale fonte di cibo è costituita dalle formiche (dei generi Lasius, Formica, Camponotus o Crematogaster). Catturano tuttavia anche altri artropodi, quali emitteri (cicale, afidi, cocciniglie, cimici), coleotteri e loro larve, e ragni. Il menu viene integrato con sostanze di origine vegetale, bacche, frutta e semi di sorbo, sommacco e agrifoglio. Viene anche consumato il nettare di alcune piante.

### Riproduzione
La stagione della nidificazione va da aprile a giugno. I nidi sono situati nelle cavità degli alberi, tra i 2 e i 4 metri al di sopra del suolo. Talvolta vengono scavati anche nei pali del telefono. Ciascuna covata comprende generalmente 7 od 8 uova. Come quelle della maggior parte delle specie che nidificano in cavità, le uova sono bianche e vengono covate per circa due settimane. Mancano ulteriori informazioni.

## Distribuzione ed habitat
Nel nord del suo areale, il picchio del Giappone frequenta foreste miste piuttosto rade, mentre nel sud si rinviene soprattutto in foreste temperate con alberi sempreverdi. È estremamente raro nelle piantagioni di conifere. In epoche piuttosto recenti, ha iniziato a frequentare volentieri parchi e giardini. Per la maggior parte dell'anno, il suo habitat è situato tra i 300 e i 1400 metri di altitudine. Ciononostante, nelle regioni montuose, può spingersi un po' più in alto, fino a 2000 metri, come nel caso delle foreste primigenie di cedro del Giappone (Cryptomeria japonica) dell'isola di Yakushima. Il picchio del Giappone scende anche in regioni di pianura.
La specie è endemica delle colline e delle montagne poco elevate del Giappone. Il suo areale si estende in direzione sud dall'estremità settentrionale di Honshū fino alle isole di Shikoku, Kyūshū, Yakushima e Tanegashima. Comprende anche isole situate non lontano dalla costa, come Tobishima, Awashima, Sado e Tsushima. D'altra parte, è assente a Hokkaidō.

## Tassonomia
Il picchio del Giappone viene talvolta suddiviso in tre sottospecie che si differenziano tra loro per le dimensioni e la tonalità più o meno chiara del piumaggio:
- P. a. awokera Temminck, 1836, la sottospecie nominale, diffusa a Honshū, Tobishima, Awashima e Sado;

- P. a. horii Taka-Tsukasa, 1918, presente a Kyūshū, Shikoku e Tsushima;

- P. a. takatsukasae Kuroda, 1921, di Tanegashima e Yakushima.

Tuttavia, la maggior parte degli ornitologi considerano queste progressive differenze di dimensioni e colore dal nord al sud semplici variazioni clinali. Essi ritengono pertanto che tale separazione in sottospecie non sia giustificata e che il picchio del Giappone debba essere considerato come una specie monotipica.

## Conservazione
Il picchio del Giappone è un uccello piuttosto comune negli habitat ad esso congeniali. Nel volume 7 del suo Handbook of the Birds of the World, Josef del Hoyo afferma che la popolazione complessiva di questa specie non può essere quantificata, ma che gli effettivi sembrano stabili. Nessuna minaccia particolare sembra mettere in pericolo la sua esistenza. Pertanto, viene classificato dalla IUCN tra le «specie a rischio minimo» (Least Concern).